# Operació Front Oriental
L'operació Front Oriental (Ostfront) va ser la sortida a l'oceà Àrtic del creuer alemany Scharnhorst, acompanyat de destructors, durant la Segona Guerra Mundial, contra els combois aliats JW 55B i RA 55A. Aquesta operació va provocar l'enfonsament del Scharnhorst, als voltants del Cap Nord, el 26 de desembre de 1943, durant la batalla del Cap Nord.

## Context
Poc després de la invasió alemanya de la Unió Soviètica, els aliats occidentals van enviar combois àrtics a la Unió Soviètica, lliurant subministraments vitals.
El maig de 1941, després que el cuirassat alemany Bismarck fos enfonsat el 27 de maig de 1941, Adolf Hitler va prohibir a qualsevol vaixell capital de la Kriegsmarine que s'aventurés en mars disputats. El desembre de 1943, Alemanya ja no triomfava. La  batalla de l'Atlàntic semblava perduda per a ella, i els subministraments arribaven al Regne Unit i a la Unió Soviètica. El setembre de 1943, el cuirassat alemany Tirpitz va ser inhabilitat durant l'operació Font, deixant el Scharnhorst i el Prinz Eugen com els únics vaixells pesats operatius de la Kriegsmarine.

## L'operació
vegeu també batalla del Cap Nord
El novembre de 1943, els combois àrtics es van reiniciar. El 19 de desembre de 1943, el Großadmiral Karl Dönitz va presentar una sol·licitud a Hitler perquè permetés el Scharnhorst atacar el proper comboi que navegava pel mar de Barents. El 25 de desembre de 1943, Dönitz va llançar l'operació Ostfront que va deixar la seva base a Altafjord.

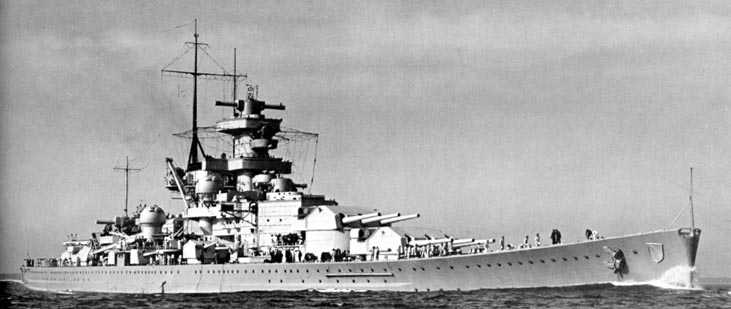
El Scharnhorst

L'almirall Bruce Fraser (comandant en cap de la Home Fleet), alertat per les informacions de la  resistència noruega de la possibilitat d'interceptació del Scharnhorst, va preparar un parany per al vaixell de guerra alemany. El 25 de desembre, el Scharnhorst va navegar per interceptar el comboi britànic JW 55B, creient que estava mal protegit. En la batalla posterior al cap Nord, el Scharnhorst es va separar dels seus destructors d'escorta (Z 29, Z 30, Z 33, Z 34 i Z 38 de la 4a Flotilla Zerstörer) que van tenir dificultats per seguir-lo en el mar i les condicions meteorològiques s'estaven deteriorant seriosament.
Un Scharnhorst sense escolta va ser atacada pels creuers britànics, destruint la seva torre de radar i va intentar fugir de tornada a la seva base. A les 4:48 p.m., el Belfast va obrir foc, colpejant les torretes davanteres de Scharnhorst. A les 18:20, el Duke of York va disparar i va perforar el blindatge al nivell de la sala de calderes. Aquest va perdre velocitat i va ser torpedejat, després va rebre un bombardeig dels vaixells britànics. Incapaç d'escapar, el Scharnhorst va bolcar i es va enfonsar a les 19:45 el 26 de desembre, amb les seves hèlixs encara girant. De la seva força total de 1.968 homes, només 66 van ser extrets de les aigües gelades.